# Dignano
Dignano (friuli nyelven Dignan) település Olaszországban, Friuli-Venezia Giulia régióban, Udine megyében. Lakosainak száma 2253 fő (2023. január 1.). Dignano Coseano, Flaibano, San Giorgio della Richinvelda, Spilimbergo, Rive d’Arcano és San Daniele del Friuli községekkel határos.

## Népesség
A település népességének változása:
| Lakosok száma | 2304 | 2302 | 2253 |
|               | 2017 | 2018 | 2023 |